# Jedle nikkoská ve Šluknově
Jedle nikkoská je památný strom ve Šluknově v okrese Děčín. Strom byl prohlášen za památný v roce 1997, důvodem bylo ojedinělé pěstování tohoto introdukovaného druhu jehličnanu. Ze Šluknovského výběžku byl v době vyhlášení památného stromu znám pouze tento exemplář jedle nikkoské. Památná jedle roste v malém parku při Tyršově ulici proti internátu Střední lesnické školy.
Stáří stromu je odhadováno na 100–120 let. Výška koruny dosahuje 22,5 m a obvod kmene 170 cm.

## Památné stromy v okolí
- Körnerův dub ve Šluknově
- Jedlovec kanadský ve Šluknově